# Store sandhav
Det Store sandhav er et omkring 72.000 km² stort ørkenområde i Nordafrika, som strækker sig fra det vestlige Egypten til det østlige Libyen. Trods navnet er det kun 7% af det store sandhav, der er dækket af sandklitter.

## Geografi
Det store sandhav er omkring 650 km langt fra nord til syd og omkring 300 km bredt fra øst til vest.
På satellitbilleder har denne ørken et mønster af lange sandbakker, som løber nogenlunde nord-syd, men trods den tilsyneladende ensartethed har sandhavet to store områder med forskellige typer af megaklitter. Sammen med Calanshio Sandhavet og Ribiana Sandhavet i Libyen, dækker sandklitterne i det store sandhav omkring 25% af den libyske ørken.
Siwa er en oase i Egypten omkring 50 km øst for den libyske grænse i den østlige del af det store sandhav.
Selv om området var velkendt for Tuareger og købmænd, som rejste med karavaner gennem Sahara var Friedrich Gerhard Rohlfs den første europæer, som beskrev det store sandhav. Han begyndte sin Saharaekspedition i 1865, og kaldte det store område med sandklitter for Große Sandmeer, men det var først i 1924 med kortene tegnet af Ahmed Hassanein at det fulde omfang af det store sandhav blev kendt af europæere.

## Eksterne kilder
- Wikimedia Commons har flere filer relateret til Store sandhav
- Egypt Travel - The Great Sand Sea Arkiveret 3. marts 2016 hos  Wayback Machine
- Desert Geomorphology

29°30′N 21°45′Ø / 29.500°N 21.750°Ø